# Laparelytrotomie
Als Laparelytrotomie (von altgriechisch λαπάρη lapare, deutsch ‚die Weichen‘, ‚Bauchdecken‘, έλυτρον élytron, deutsch ‚Scheide‘ und τέμνειν temnein, deutsch ‚schneiden‘), auch Laparokolpotomie bezeichnete man die operative Freilegung des Muttermundes von der Leistenregion aus, um ohne Verletzung der Gebärmutter, ein Kind zu entwickeln, das auf normalem Wege nicht geboren werden konnte. Die Methode wurde von Ferdinand von Ritgen um 1820 entwickelt. Durch Weiterentwicklung und zunehmende Sicherheit der Schnittentbindung ist dieses Verfahren vollständig verlassen worden.